# 林肯公園 (密西根州)
林肯帕克（英語：Lincoln Park）是一個位於美國密歇根州韋恩縣的城市。

## 人口
根據2020年美國人口普查的數據，林肯帕克的面積為15.15平方千米，當中陸地面積為15.12平方千米，而水域面積為0.03平方千米。當地共有人口40245人，而人口密度為每平方千米2,656人。